# Стоктон (аеропорт)
Аеропорт Стоктон (англ. Stockton Metropolitan Airport) (IATA: SCK, ICAO: KSCK, FAA ідент. місц.: SCK) – цивільно-військовий аеропорт, який знаходиться на відстані 5 км на південний схід від центру міста Стоктон, у Каліфорнії.

## Авіалінії та напрямки

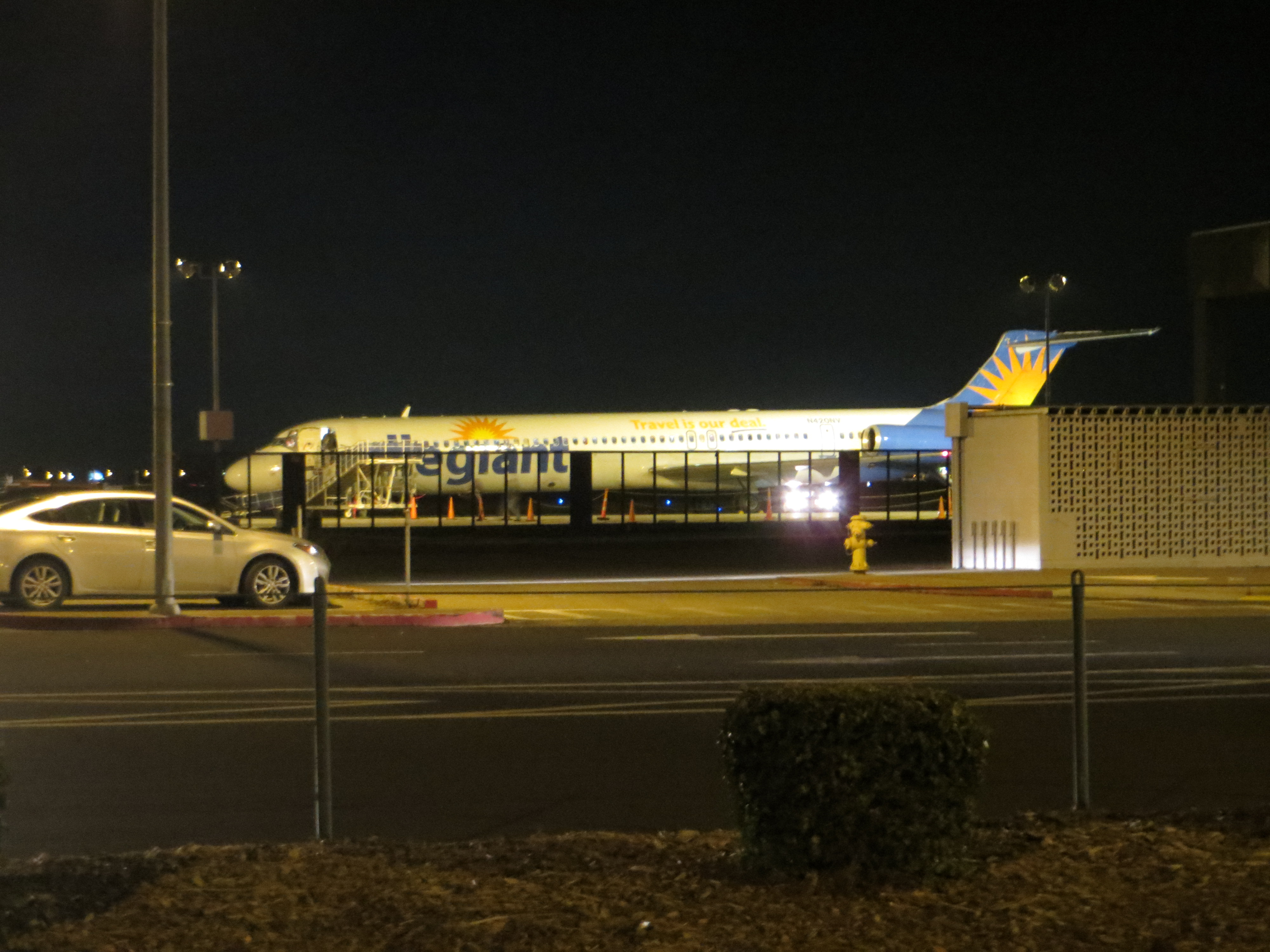
An Allegiant Air MD-82 чекає вильоту до Лас-Вегасу

### Пасажирські
| Авіакомпанія   | Пункт призначення                         |
| -------------- | ----------------------------------------- |
| Allegiant Air  | Лас-Вегас, Фінікс/Меса Сезонні: Сан-Дієго |
| United Express | Лос-Анджелес                              |

### Вантажні
| Авіакомпанія | Пункт призначення                                     |
| ------------ | ----------------------------------------------------- |
| Amazon Air   | Цинциннаті, Чикаго/ Рокфорд, Hartford, Онтаріо, Тампа |